# Ешлі Тейт
Ешлі Тейт (англ. Ashley Tait; народився 9 серпня 1975, Торонто, Канада) — британський хокеїст, центральний/правий нападник. Виступає за «Шеффілд Стілерс» у Британській елітній хокейній лізі. 
Виступав за «Ноттінгем Пантерс», «Кінгстон Гокс», «Шеффілд Стілерс», «Ковентрі Блейз», ХК «Больцано».
У складі національної збірної Великої Британії учасник чемпіонатів світу 1995 (група B), 2000 (група B), 2001 (дивізіон I), 2002 (дивізіон I), 2003 (дивізіон I), 2004 (дивізіон I), 2005 (дивізіон I), 2007 (дивізіон I), 2008 (дивізіон I), 2009 (дивізіон I), 2010 (дивізіон I) і 2011 (дивізіон I). У складі молодіжної збірної Великої Британії учасник чемпіонатів світу 1993 (група C), 1994 (група C) і 1995 (група C). У складі юніорської збірної Великої Британії учасник чемпіонату Європи 1992 (група B) і 1993 (група B). 
Чемпіон БЕХЛ (2005, 2007, 2009, 2011).
Брат: Воррен Тейт.